# Żnińska Kolej Wąskotorowa

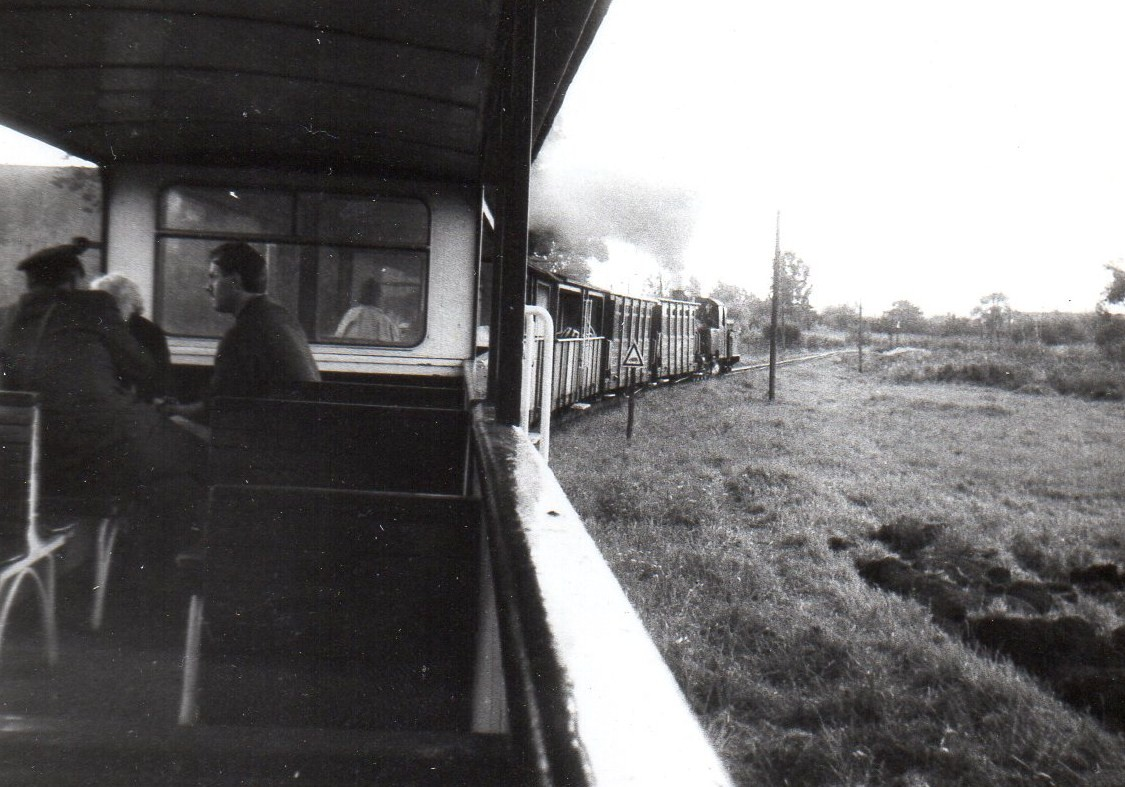
Na trasie kolei w sierpniu 1991

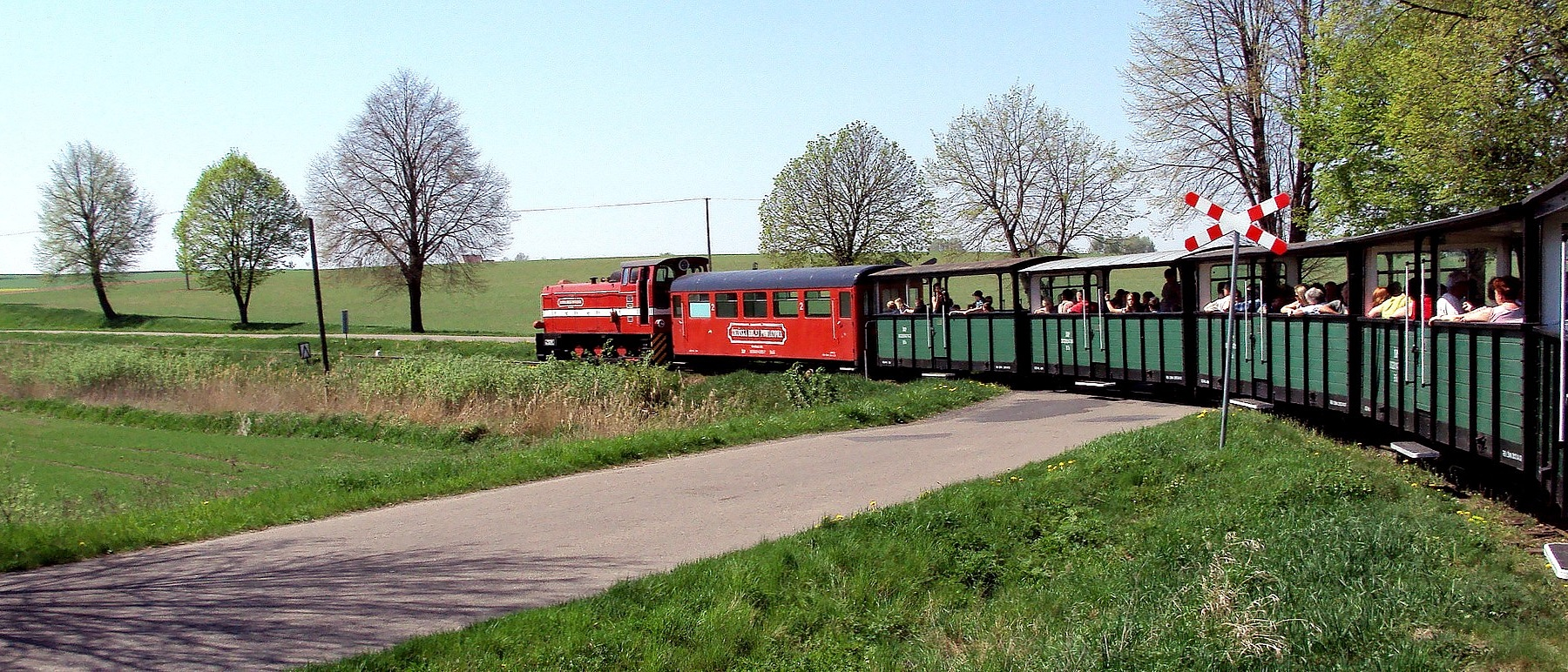
Skład kolei na trasie z Wenecji do Biskupina

Żnińska Kolej Wąskotorowa, poprzednio Żnińska Kolej Wąskotorowa – linia wąskotorowa o rozstawie toru 600 mm w województwie kujawsko-pomorskim łącząca Żnin przez Wenecję i Biskupin z Gąsawą z sezonowym ruchem turystycznym, a dawniej sieć linii kolejowych w obecnym powiecie żnińskim.

## Historia

### Powstanie i rozbudowa sieci
Zbudowana w 1894, pierwotnie wiodła ze Żnina w 3 kierunkach, do miejscowości:
- Ośno przez Rydlewo, Wenecję, Biskupin, Grochowiska Księże, Rogowo i Rzym (dł. 31,8 km).
  - odcinek Żnin-Rogowo o długości 19,1 km otwarto 1 lipca 1894[1]
  - odcinek Rogowo-Ośno o długości 12,7 km uruchomiono 9 czerwca 1895[1]
- Ostrówce przez Rydlewo i Balczewo (dł. 11,2 km)
  - odcinek Żnin-Rydlewo o długości 2,2 km otwarto 1 lipca 1894[1]
  - odcinek Rydlewo-Ostrówce o długości 9,0 km uruchomiono 7 czerwca 1908[2]
- Obiecanowo przez Bożejewiczki i Uścikowo (dł. 16 km, otwarcie 18 października 1911)[3]

Zaletą stosowania toru o szerokości 600 mm były niskie koszty budowy i eksploatacji oraz łatwość budowy w trudnych warunkach terenowych, takich jakie stwarza pagórkowaty teren Pałuk.
W 1930 linię do Obiecanowa wydłużono o 2 km odcinek, łączący tę miejscowość i pobliskie Żużoły. W 1938 zawieszono kursowanie pociągów pasażerskich na trasie Rydlewo-Ostrówce. Po kilku latach przewozy pasażerskie wznowiono (1943).

### Likwidacja linii i współczesność
W czasach PRL, jak większość linii kolei wąskotorowych, tak i ta powoli była zamykana przez PKP. W 1962 kursy osobowe kolejki całkowicie zlikwidowano. Dziesięć lat później (1972) rozebrano dwa odcinki Kolei Żnińskiej: 5,7 km Sarbinowo-Ośno i 2 km Obiecanowo-Żużoły. W 1978 całkowicie zdemontowano 9 km odcinek łączący Rydlewo i Ostrówce. W 2014 przywrócono do eksploatacji około 1 kilometra linii Żnin-Obiecanowo na odcinku Żnin Wąsk-Park Miejski. W 2015 roku na tym odcinku odbyła się Żnińska Parada Parowozów.
Otwarcie w 1972 Muzeum Kolei Wąskotorowej w Wenecji skłoniło jednak PKP do uruchomienia linii turystycznej na trasie Żnin-Wenecja-Biskupin-Gąsawa (na odcinku Żnin Wąskotorowy – Biskupin Odcinek linii kolejowej Żnin Wąskotorowy – Ośno Wąskotorowe i odcinku Biskupin Odcinek – Gąsawa linii kolejowej Biskupin Odcinek – Grochowiska Szlacheckie), która nosiła wówczas nazwę Żnińska Kolej Dojazdowa. W 1993 roku przewiozła 89 943 osoby, w 1994: 114 817, w 1995: 125 557. W 2002 władze powiatu wspólnie z gminą Gąsawa przejęły 12-kilometrową linię wąskotorową Żnin–Gąsawa. Jej nazwa została zmieniona na Żnińska Kolej Powiatowa i pod taką nazwą kolejka funkcjonuje nadal, na tej samej trasie. W roku 2000 kolej przewiozła 81 tysięcy osób, w 2001 – 71 tysięcy, a w 2002 – 93 tysiące.
Od 12 czerwca 2009 większościowym udziałowcem Żnińskiej Kolei Dojazdowej Sp. z o.o. jest NFI Magna Polonia. Fundusz objął 62,07% udziałów firmy. Jest to pierwsza sprywatyzowana kolej wąskotorowa w Polsce.
Ponieważ dotychczasowa forma organizacyjno-prawna działania spółki okazała się nieefektywna (pojawiło się niebezpieczeństwo likwidacji przewozów), 24 stycznia 2014 w Żninie podpisano porozumienie na rzecz zapewnienia dalszego funkcjonowania ŻKP, którego sygnatariuszami zostały Urząd Marszałkowski w Toruniu oraz pozostałe samorządy będące współudziałowcami spółki. W myśl tego dokumentu działalność Żnińskiej Kolei Powiatowej odbywać się ma w ramach funkcjonowania Muzeum Kolei Wąskotorowej w Wenecji (oddziału Muzeum Ziemi Pałuckiej w Żninie), któremu spółka wydzierżawi tabor oraz elementy infrastruktury kolejowej. W kolejnej fazie planowane jest zbycie części majątku spółki na rzecz muzeum. Jednocześnie Urząd Marszałkowski w Toruniu oraz pozostałe samorządy będą wspierać finansowo gminę Żnin jako organ prowadzący muzeum, w ramach którego Żnińska Kolej Powiatowa będzie funkcjonować.
W roku 2016 odbywał się ruch sezonowy (30 kwietnia do 31 sierpnia oraz we wrześniu podczas Festynu Archeologicznego w Biskupinie). Istnieje również możliwość wykupienia przewozu od września do kwietnia. Według stanu na 2016 rok, kolej dysponowała dwoma czynnymi parowozami: Px38-805 i Ty 3471 (Las) (prywatny), który jednak rok później został sprzedany na kolejkę w Belgii.
Uchwałą z dnia 30 kwietnia 2020 Rada Gminy podjęła decyzję o zmianie nazwy z Żnińska Kolej Powiatowa na Żnińska Kolej Wąskotorowa.

## Linie kolejowe
| Linia kolejowa                             | Długość całkowita (km) | Długość obecna (km) |
| ------------------------------------------ | ---------------------- | ------------------- |
| Żnin Wąskotorowy – Ośno Wąskotorowe        | 31,8                   | 7,6                 |
| Biskupin Odcinek – Grochowiska Szlacheckie | ~13                    | 4,3                 |
| Rydlewo – Ostrówce                         | ~9                     | 0                   |
| Żnin Wąskotorowy – Żużoły                  | ~18                    | ok. 1               |
| Uścikowo – Wola                            | ~6                     | 0                   |

## Kolejka jako atrakcja turystyczna
W posiadaniu Żnińskiej Kolei Wąskotorowej jest jedyny zbudowany czynny egzemplarz parowozu Px38, nazywany "Leon". Lokomotywa ta jest wykorzystywana na trasie kolejki podczas Festiwalu Archeologicznego w Biskupinie lub może też zostać wynajęta za dopłatą, do kursu na zamówienie. Według stanu na 2023 rok, parowóz był niesprawny.
Kolejka stanowi ważny element na pałuckim odcinku Szlaku Piastowskiego.
Przy stacji Wenecja Muzeum znajduje się Muzeum Kolei Wąskotorowej; przy stacji w Biskupin Wykopaliska znajduje się stanowisko archeologiczne.
W 2016 roku kolej przewiozła rekordowe w ostatnich latach 113,2 tys. pasażerów, a w poprzedzających latach przewozy oscylowały wokół 80 tysięcy. W latach 2017–23 Żnińska Kolej Wąskotorowa przewoziła systematycznie między 90 a 97 tys. pasażerów rocznie (poza spadkiem w okresie pandemii) i była pod tym względem na ogół na czwartym miejscu w Polsce (zbliżone przewozy w ostatnim okresie miała Żuławska Kolej Dojazdowa).